# Condado de Trzebnica
Condado de Trzebnica (polaco: powiat trzebnicki) é um powiat (condado) da Polónia, na voivodia da Baixa Silésia. A sede do condado é a cidade de Trzebnica. Estende-se por uma área de 1025,55 km², com 77 166 habitantes, segundo o censo de 2005, com uma densidade de 75,24 hab/km².

## Divisões admistrativas
O condado possui:
Comunas urbana-rurais: Oborniki Śląskie, Prusice, Trzebnica, Żmigród
Comunas rurais: Wisznia Mała, Zawonia
Cidades: Oborniki Śląskie, Prusice, Trzebnica, Żmigród

## Demografia
População (dados de 30 de Junho de 2005):
|          | Total   | Total | Mulheres | Mulheres | Homens  | Homens |
| -------- | ------- | ----- | -------- | -------- | ------- | ------ |
|          | pessoas | %     | pessoas  | %        | pessoas | %      |
| Total    | 77 166  | 100   | 39 282   | 50,9     | 37 884  | 49,1   |
| Cidades  | 29 450  | 100   | 15 375   | 52,2     | 14 075  | 47,8   |
| Povoados | 47 716  | 100   | 23 907   | 50,1     | 23 809  | 49,9   |